# 荆湖北路

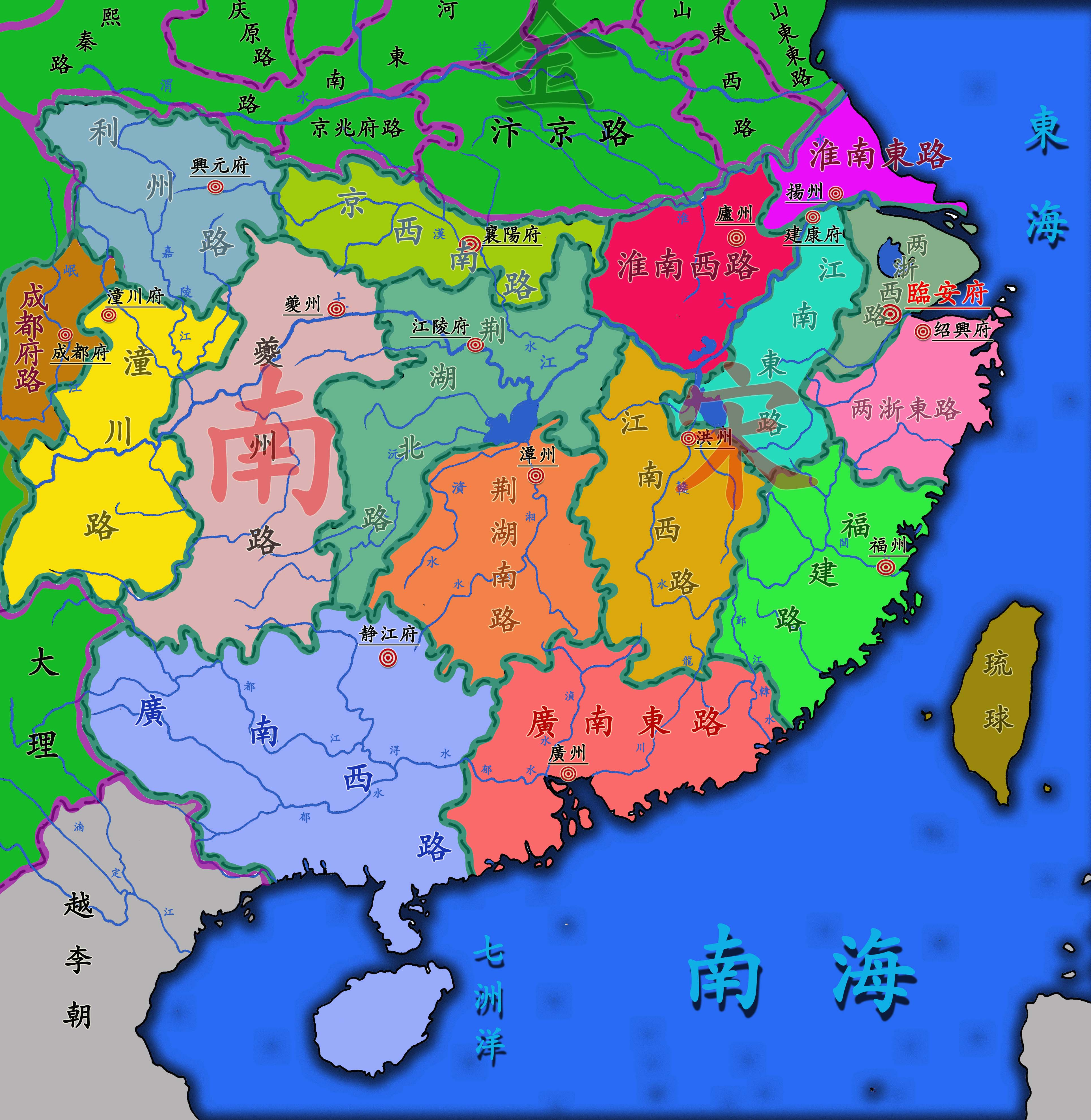
宋 分路图

荆湖北路是中國宋朝（960年-1279年） 的一个路，首府在江陵府（今荆州市，南宋末年迁于鄂州，今武汉市境内）。由于大部分土地在洞庭湖以北，故而民間也稱呼其為湖北路；後於宋朝滅亡後劃入元朝的湖广行省武昌路。

## 历史沿革
宋太宗至道三年（997年），分宋朝全境為京東、京西、河北、河東、陝西、淮南、江南、荆湖南、荆湖北、兩浙、福建、西川、峽、廣南東、廣南西十五路。 在並沒有行駛主權的幽雲十六州地區，宋朝也預設了燕山府路和雲中府路。
北宋时期，荆湖北路是以洞庭湖以北至荆山，西包沅澧二水之地，简称湖北路，湖北之名即由此始。荆湖北路辖江陵府（荆州）、常德府、鄂州、复州、峡州、归州、安州（后升德安府）、岳州、辰州、沅州、誠州（后改为渠阳军、靖州），治所在江陵府。南宋时又有汉阳军、荆门军、寿昌軍、信陽軍四个军。
而今天湖北北部大多数土地在宋朝时属于京西南路，该路辖襄州、随州、郢州、房州、均州、光化军，治所在襄州（今襄阳市境内)。湖北东南角设置了兴国军（阳新），属于江南西路（治所在洪州，今江西省南昌市）；西南角恩施，利川等地设置了施州，属于夔州路（治所在夔州，今重庆奉节）。今天湖北东南部的黄州、蕲春在北宋初期处于淮南路，治所在今江苏省扬州市，后淮南路分为东西两路，黄州、蕲州属于淮南西路。
南宋时期，由于北方金兵入侵，战乱不止，大批人口南迁，湖北逐渐繁荣，带来北方先进的文化和农业技术，荆湖北路成为重要的粮食产地。而今天湖北北部的京西南路成为宋金交战的主战场，后被蒙古军队拿下襄阳城，不久南宋灭亡。